# Magdalena, Colombia
Magdalena är ett av Colombias departement och ligger i norra Colombia, vid Karibiska havet. Departementet har fått sitt namn efter Magdalenafloden. Administrativ huvudort och största stad är Santa Marta. En annan stor stad är Ciénaga.

## Kommuner i Magdalena
1. Algarrobo
2. Aracataca
3. Ariguaní
4. Cerro San Antonio
5. Chibolo
6. Ciénaga
7. Concordia
8. El Banco
9. El Piñon
10. El Retén
11. Fundación
12. Guamal
13. Nueva Granada
14. Pedraza
15. Pijiño del Carmen
16. Pivijay
17. Plato
18. Puebloviejo
19. Remolino
20. Sabanas de San Angel
21. Salamina
22. San Sebastián de Buenavista
23. Santa Ana
24. Santa Bárbara de Pinto
25. Santa Marta
26. San Zenón
27. Sitionuevo
28. Tenerife
29. Zapayán
30. Zona Bananera